# Ilona román királyi hercegnő
Ilona román királyi hercegnő, férjezett Ilona toszkánai hercegné (románul: Principesa Ileana a României, olaszul: Principessa Elena di Toscana, németül: Erzherzogin Helena von Österreich; Bukarest, 1909. január 5. – Ellwood City, Pennsylvania, 1991. január 21.) román királyi hercegnő, házassága révén címzetes osztrák főhercegné, magyar és cseh királyi hercegné és toszkánai hercegné, „Alexandra nővér” néven apáca.

## Élete

### Származása és gyermekkora
Ilona hercegnő 1909 januárjában jött világra I. Ferdinánd román király és Mária edinburgh-i és szász–coburg–gothai hercegnő harmadik leányaként, illetve ötödik gyermekeként. Szülei boldogtalan kapcsolata és Mária hercegné viszonya Barbu Știrbey herceggel később számos találgatásnak adott okot arra vonatkozóan, hogy Ilona és öccse, Mircea herceg ténylegesen Ferdinánd király gyermekei-e. A történészek máig vitákat folytatnak Ilona hercegnő biológiai apjáról; noha I. Ferdinánd elismerte őt saját utódjának és később maga a hercegnő is úgy nyilatkozott, hogy a román király volt tényleges édesapja.
A fiatal hercegnő és testvérei oktatása során elsősorban a művészi képzésre fektettek hangsúlyt, főleg Erzsébet román királyné és wiedi hercegnő hatására. A testvérek már korán otthonosan mozogtak a színház, a festészet és az irodalom világában; gyermekkoruk jelentős részét a szabadban, a sinaiai Peleș-kastélyhoz tartozó birtokon töltötték. Ilona hercegnő és leánytestvérei igen korán elkezdtek jótékonysági szervezetekben tevékenykedni édesanyjuk felügyelete alatt. Maga Ilona hercegnő a Vöröskereszt önkéntes ápolónői közé tartozott.

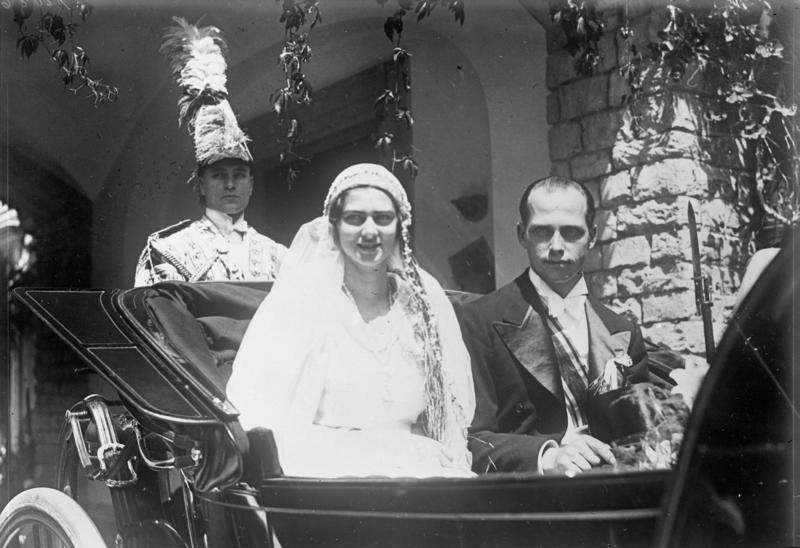
Ilona hercegnő és Antal főherceg esküvője

### Házassága és gyermekei

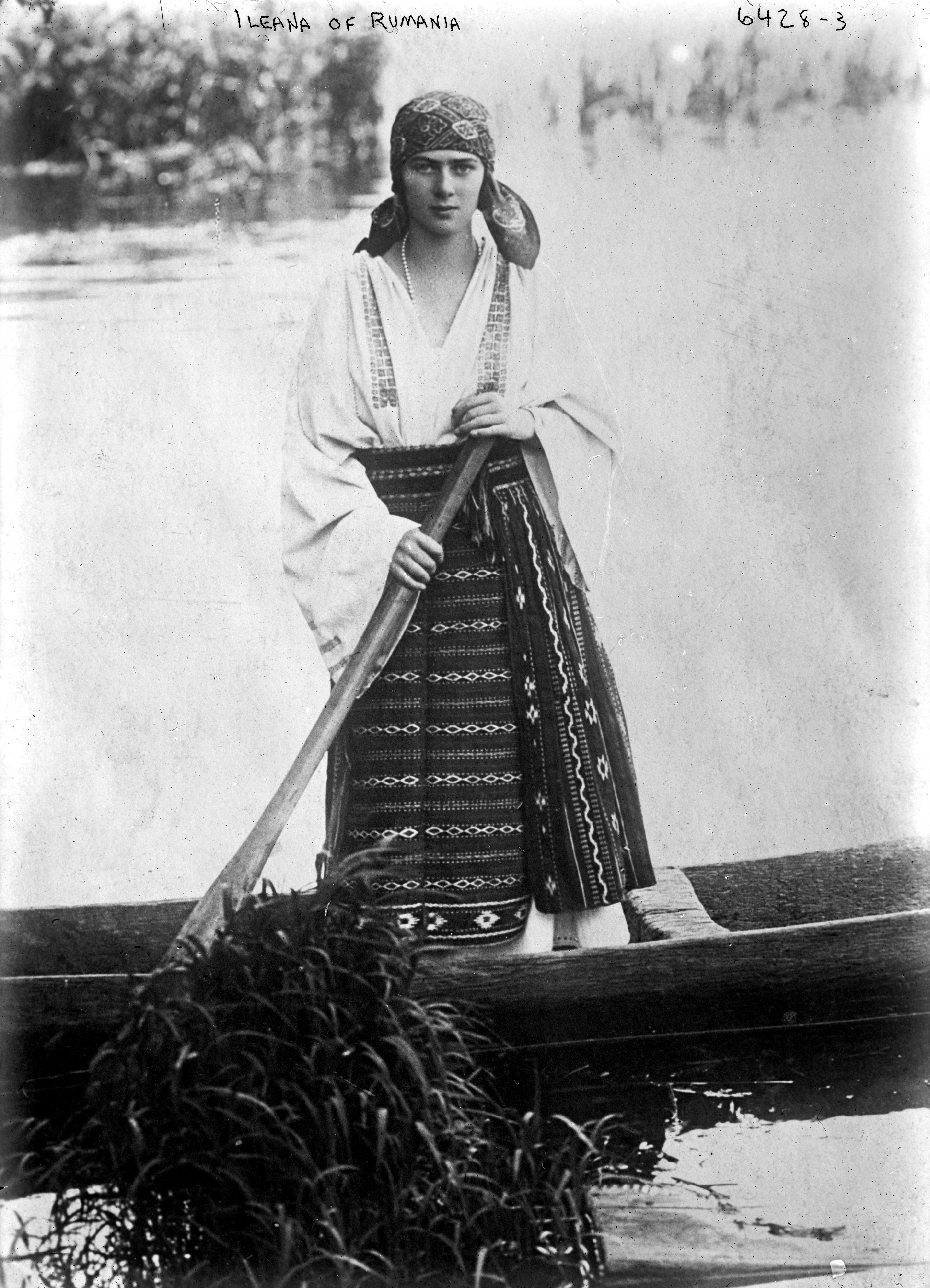
Ilona román királyi hercegnő román népviseletben

1931. július 26-án a Peleș-kastélyban Ilona hercegnő feleségül ment Habsburg–Toscanai Antal Ferenc osztrák főherceghez, magyar és cseh királyi herceghez, Toszkána címzetes hercegéhez (1901–1987), Habsburg–Toscanai Lipót Szalvátor főherceg fiához. A frigy csaknem kizárólag a hercegnő bátyjának, II. Károly román királynak akaratából jött létre; az uralkodó ugyanis nem nézte jó szemmel Ilona hercegnő népszerűségét a román nép körében. Arra hivatkozván, hogy a népe soha nem tűrne el egy Habsburgot a földjén, II. Károly király megtagadta Antal főherceg letelepedési kérelmét Romániában; a házaspárnak így külföldön kellett otthont találnia. München mellett, Mödling városában és a Sonnberg-kastélyban is éltek. Kapcsolatukból hat gyermek származott:
- István főherceg (1932–1998), morganatikus házasságot kötött Mary Jerrine Soperrel; lemondott címeiről és rangjáról
- Mária Ilona (Maria Ileana) „Minola” főhercegnő (1933–1959), házasságot kötött Jaroslav von Kotulin und Dobrzenicz gróffal
- Alexandra „Sandi” főhercegnő (1935–), házasságot kötött előbb Eugén Eberhard württembergi herceggel; majd Victor von Baillou báróval
- Domonkos „Niki” főherceg (1937–), házasságot kötött Engel von Voss-szal
- Mária Magdolna „Magi” főhercegnő (1939–), házasságot kötött Hans Ulrich von Holzhausen báróval
- Erzsébet „Herzi” főhercegnő (1942–2019), házasságot kötött Friedrich Standhoferrel.

A második világháborúban férjét besorozták a német hadseregbe; Ilona hercegnő maga Bécs közeli kastélyában kórházat nyitott sebesült román katonák számára. 1944-ben a főhercegné és gyermekei visszaköltöztek Romániába, a törcsvári kastélyba. Antal főherceg később csatlakozott családjához, bár jó ideig nem hagyhatta el kastélyt, mivel a Vörös Hadsereg, származására való tekintettel, házi őrizetbe vette. Ilona hercegnő egy helyi kórházat alapított, melyet szeretett édesanyja emlékére az Inima Reginei névre keresztelt. Mikor a kommunisták 1947-ben lemondásra kényszerítették a hercegnő unokaöccsét, I. Mihály román királyt és átvették a hatalmat, Ilona főhercegné és családja menekülni kényszerült az országból.

### Száműzetésben
A família előbb Svájcban, később Argentínában talált menedékre. Az 1950-es években a főhercegné és gyermekei átköltöztek az Egyesült Államokba. Ilona hercegnő eladta családi ékszereit, melyek árából vásárolt egy házat a Massachusetts államban fekvő Newton városában. Ezekben az években Ilona hercegnő minden erejét a kommunizmus elleni harcnak szentelte: együttműködött a román ortodox egyház amerikai egyházával és két könyvet is írt. Emlékiratait angol nyelven adták ki „I Live Again” címmel; a „Hospital of the Queen's Heart” című munkája az általa létrehozott kórház gondjairól és mindennapjairól számol be.
1954. május 19-én az osztrák fővárosban hivatalosan is kimondták Antal főherceg és Ilona királyi hercegnő válását; a házaspár valójában már évek óta nem élt egy háztartásban. Alig egy hónappal később, 1954. június 20-án a hercegnő másodszor is oltár elé állt, ezúttal doktor Stefan Nikolas Issarescu (1906–2002) román származású emigránssal kötötte össze életét. Kapcsolatukból nem született gyermek; a házasság 1965-ben válással végződött.
Már második házassága felbontása előtt, 1961-ben a királyi hercegnő csatlakozott egy franciaországi román ortodox apácarendhez. Az apácafátylat hivatalosan csak 1967-ben vette fel; ekkor nevét is megváltoztatta, és „Alexandra nővérként” élt tovább. Még ebben az évben visszatért az Egyesült Államokba, ahol Pennsylvaniában Orthodox Monastery of the Transfiguration néven saját román ortodox zárdát alapított. 1981-es visszavonulásáig a rend apátnőjeként szolgált; de később sem hagyta el a kolostor kötelékeit. Halála előtt csak egyszer, 1990-ben látogathatott vissza Romániába második leánya, Alexandra főhercegnő kíséretében.
1991 januárjában, nem sokkal születésnapja előtt a hercegnő elesett, több csontja is eltörött. Kórházba szállították, ahol két heves szívroham érte. 1991. január 21-én hunyt el az Egyesült Államokban, nyolcvankét éves korában, pár nappal azután, hogy egy alapítvány beleegyezett az általa alapított rendház bővítésébe.